# Willich
Willich er en by i Tyskland i delstaten Nordrhein-Westfalen med omkring 50.000 indbyggere. Byen ligger i kreisen Viersen i nærheden af byerne Düsseldorf, Mönchengladbach og Krefeld. I tillæg ligger den cirka 30 km fra grænsen til Holland. Byen er kendt for slottet Neersen med friluftsteater og erhvervsparken Münchheide med flere japanske firmaer.

## Historie
Byen blev grundlagt i 1970 da de tidligere selvstændige landsbyer Willich, Anrath, Schiefbahn og Neersen blev slået sammen. Landsbyerne er derimod meget ældre, og Willich blev nævnt for første gang i 1100-tallet.